# Olympische Sommerspiele 1956/Teilnehmer (Belgien)
| Gelbes Symbol für Goldmedaillen mit stilisierten Olympischen Ringen | Graues Symbol für Silbermedaillen mit stilisierten Olympischen Ringen | Braundes Symbol für Bronzemedaillen mit stilisierten Olympischen Ringen |
| ------------------------------------------------------------------- | --------------------------------------------------------------------- | ----------------------------------------------------------------------- |
| —                                                                   | 2                                                                     | —                                                                       |

Belgien nahm an den Olympischen Sommerspielen 1956 in Melbourne mit einer Delegation von 54 Athleten (51 Männer und drei Frauen) an 37 Wettkämpfen in zwölf Sportarten teil. Fahnenträger bei der Eröffnungsfeier war der Segler André Nelis, einer der beiden Medaillengewinner. Neben ihm gewann auch der Ringer Jef Mewis die Silbermedaille. Zuvor war Belgien bereits an den Reiterspielen in Stockholm mit drei Teilnehmern (zwei Männer und eine Frau) vertreten.

## Teilnehmer nach Sportarten

### Boxen
Männer
- Daniel Hellebuyck
Bantamgewicht: 2. Runde

### Fechten
Männer
- Roger Achten
Degen, Einzel: Viertelfinale
Degen, Mannschaft: 5. Platz

- Marcel Van Der Auwera
Florett, Mannschaft: Vorrunde
Degen, Mannschaft: 5. Platz
Säbel, Einzel: Halbfinale

- Jacques Debeur
Florett, Mannschaft: Vorrunde
Degen, Einzel: Viertelfinale
Degen, Mannschaft: 5. Platz

- François Dehez
Florett, Einzel: Vorrunde
Degen, Mannschaft: 5. Platz

- Ghislain Delaunois
Florett, Einzel: Vorrunde
Florett, Mannschaft: Vorrunde
Degen, Einzel: Halbfinale
Degen, Mannschaft: 5. Platz

- André Verhalle
Florett, Einzel: Halbfinale
Florett, Mannschaft: Vorrunde

### Gewichtheben
Männer
- Willy Claes
Leichtschwergewicht: 9. Platz

### Hockey
Männer
- 7. Platz

- Kader
André Carbonnelle
Luc Decrop
Jean Dubois
Jean-Jacques Enderle
Yvan Freedman
Roger Goossens
Franz Lorette
André Muschs
Roger Paternoster
Jean-Pierre Rensburg
Jean Van Leer
Jacques Vanderstappen

### Kanu
Männer
- Germain Van De Moere & Rik Verbrugghe
Kajak-Zweier, 1000 Meter: 6. Platz

### Leichtathletik
Männer
- André Ballieux
1500 Meter: Vorläufe

- Frans Herman
10.000 Meter: 14. Platz
3000 Meter Hindernis: DNF/Vorläufe

- Walter Herssens
Dreisprung: 29. Platz in der Qualifikation
Zehnkampf: DNF

- Marcel Lambrechts
400 Meter Hürden: Vorläufe

- Émile Leva
800 Meter: 7. Platz
1500 Meter: Vorläufe

- Aurèle Vandendriessche
Marathon: 24. Platz

### Radsport
Männer
- André Bar
4000 Meter Mannschaftsverfolgung: 5. Platz

- Frans Van Den Bosch
Straßenrennen, Einzel: 42. Platz
Straßenrennen, Mannschaft: 7. Platz

- Evrard Godefroid
Sprint: Viertelfinale
1000 Meter Zeitfahren: 19. Platz

- Gustaaf De Smet
Straßenrennen, Einzel: 24. Platz
Straßenrennen, Mannschaft: 7. Platz
4000 Meter Mannschaftsverfolgung: 5. Platz

- Guillaume Van Tongerloo
4000 Meter Mannschaftsverfolgung: 5. Platz

- Norbert Verougstraete
Straßenrennen, Einzel: 23. Platz
Straßenrennen, Mannschaft: 7. Platz

- François De Wagheneire
Straßenrennen, Einzel: DNF
Straßenrennen, Mannschaft: 7. Platz
4000 Meter Mannschaftsverfolgung: 5. Platz

### Reiten
- Brigitte Schockaert
Springen, Einzel: 34. Platz
Springen, Mannschaft: DNF

- Raymond Lombard
Springen, Einzel: 43. Platz
Springen, Mannschaft: DNF

- Georges Poffé
Springen, Einzel: DNF
Springen, Mannschaft: DNF

### Ringen
Männer
- Maurice Mewis
Fliegengewicht, griechisch-römisch: 3. Runde

- Omer Vercouteren
Bantamgewicht, griechisch-römisch: 2. Runde
Bantamgewicht, Freistil: 2. Runde

- Jef Mewis
Federgewicht, Freistil: Silber

### Rudern
Männer
- Fernand Steenacker & Henri Steenacker
Doppelzweier: Hoffnungslauf

- Bob Baetens & Michel Knuysen
Zweier ohne Steuermann: Hoffnungslauf

- Jos Van Thillo, Antoon Ven & Livien Ven
Zweier mit Steuermann: Halbfinale

### Schießen
- François Lafortune
Kleinkaliber, Dreistellungskampf: 19. Platz
Kleinkaliber, liegend: 42. Platz

- Marcel Lafortune
Freie Pistole: 23. Platz

### Schwimmen
| Männer - Gilbert Desmit 200 Meter Brust: Vorläufe - Louis Kozma 200 Meter Brust: Vorläufe - André Laurent 100 Meter Freistil: Vorläufe | Frauen - Éva Gérard-Novák 200 Meter Brust: Vorläufe - Colette Goossens 200 Meter Brust: Vorläufe - Irène Sweyd 100 Meter Freistil: Vorläufe |

### Segeln
- André Nelis
Finn-Dinghy: Silber